# Lipocarpha monostachya
Lipocarpha monostachya là loài thực vật có hoa trong họ Cói. Loài này được Gross & Mattf. mô tả khoa học đầu tiên năm 1938.